# Retablo de San Miguel (Catedral de Orense)
El retablo de San Miguel es una obra realizada por Francisco de Castro Canseco en 1714. Está ubicado en la Catedral de Orense (Galicia, España).

## Historia
El retablo fue contratado por la Cofradía de San Miguel, ente que costeó su factura a excepción de los 500 reales aportados a modo de ayuda por la fábrica de la catedral tal y como consta en las cuentas correspondientes a 1714, en el folio 346, donde figura un pago a Castro Canseco por la hechura del retablo: «Al maestro Francisco de Castro por hechura del altar de San Miguel con que ayudó la fábrica, 500 reales».: 175 : 118  Por su parte, en el folio 391 consta que la estructura fue dorada por el pintor compostelano Pedro Fernández de Carballal, quien por esta labor percibió la suma de 2080 reales. Cabe destacar que con anterioridad a este retablo hubo otro dedicado al arcángel tal y como quedó registrado en la visita del 25 de enero de 1568 del obispo Fernando Tricio de Arenzana:: 118 

S. S.a visitó el altar de San Miguel que está a la entrada de la puerta principal que sale para Santa María la Madre: el qual está entrando por la dicha puerta a la mano derecha: es un retablo con dos órdenes de figuras de imágenes con las coronaciones doradas: tiene las puertas pintadas de imágenes y en el medio del retablo está el Señor San Miguel de bulto con unas andas doradas y delante un velo de lienzo listado de blanco y a la mano izquierda del altar estaba una imágen de bulto de San Sebastián y otra imágen de bulto de San Blas.: 118 

Sumado a esto, se sabe además que en este retablo hoy perdido había dos capellanías, siendo el arcángel patrono de la Cofradía de los herreros, carpinteros y demás oficios vinculados al hierro.: 118 

## Descripción

### Arquitectura
El retablo, situado en el extremo oriental del testero del brazo sur del crucero, se compone de un cuerpo de una sola calle con altar, banco y ático. Fiel al estilo de Canseco, el cuerpo es escalonado y se encuentra decorado con notables pilastras en los extremos y dos columnas salomónicas cubiertas de hojas y racimos de uvas apoyadas en dos vistosas ménsulas a modo de netos. En el centro, flanqueado por pilastras, destaca un panel ornamentado con hojas doradas pintadas sobre el que se erige un arco de medio punto en cuyas impostas se hallan dos cabezas polícromas de bulto redondo. El arco, cuya disposición crea la sensación de que el cuerpo está presidido por una hornacina, se encuentra cubierto parcialmente por un dosel sobre el que se yergue un medallón enmarcado por rocalla y cercado por pilastras en el que figura en relieve una cruz custodiada a cada lado por alas angelicales. En lo tocante al ático, este se compone de un monumental panel rematado en arco rebajado decorado con rocalla en los extremos y en la cúspide, mientras que el banco posee motivos ornamentales similares a los del resto de la estructura, destacando en el centro unas gradas de tres escalones sobre las que se yergue la imagen titular.

### Imaginería
El retablo se halla presidido por una talla de San Miguel obra de Francisco de Moure;: 175  el arcángel figura vestido de guerrero con coraza, casco y armadura, todo ello destinado a enfatizar su papel como cabeza del ejército celestial. En la mano izquierda porta un escudo donde se lee «QUIS UT DEUS», y, al parecer, está dispuesto a asestar el golpe definitivo a Lucifer, el cual aparece bajo la forma de un dragón siendo pisoteado por San Miguel, quien posee un doble papel: conductor de almas o psicopompo ya que el día del Juicio Final llevará a cabo la Psicostasis, con lo que decidirá quién es merecedor de acceder al Cielo y quién debe ser condenado al fuego del Infierno; y el de estratega en su lucha con el dragón. En sí, la imagen se representa acorde al texto apocalíptico: «Hubo una batalla en el cielo: Miguel y sus ángeles peleaban con el dragón y sus ángeles». Debido a que el elemento que debía portar en la mano derecha se ha perdido, queda la duda de si este era una espada o una balanza ya que otra de las ocupaciones del arcángel es el de pesador de almas.: 188 
En lo tocante al ático, aquí figura un relieve alusivo también a San Miguel, donde se muestra una escena de caza en clara referencia a su aparición en Gargano: 57  y al triunfo de la Iglesia católica sobre la Reforma protestante. La leyenda que explica la escena plasmada en el relieve es la siguiente:: 189 

Hacia el fin del siglo V gobernando la Iglesia el Papa Gelasio, apacentaba su ganado un pastor [...] Desmandose un novillo y metiose en una cueva o caverna. El pastor para obligarle a salir de allí le disparó una flecha, la cual retrocediendo hirió al pastor. Quedaron atónitos los acompañantes y llegada la noticia a la ciudad de Siponto informado el obispo creyó que en aquello se ocultaba algún misterio [...] Al cabo de tres días se le apareció San Miguel y le declaró ser la voluntad de Dios que aquel ángel tutelar de su Iglesia fuere reverenciado en el mismo sitio donde acababa de suceder aquella maravilla.: 190 